# Alphomorphus vandykei
Alphomorphus vandykei là một loài bọ cánh cứng trong họ Cerambycidae.